# 4062-es busz
A 4062-es jelzésű autóbuszvonal Berente és Sajóvelezd között húzódó helyközi vonal, amelyet a Volánbusz Zrt. üzemeltet Kazincbarcika és Putnok érintésével.

## Útvonala
Berente Bányagépjavítótól indul. A mellette fekvő 26-os főútra kanyarodik, majd a BorsodChem mellett halad el és a Szent Flórián térre kitérést tesz, innen történik az indítások nagyrésze. A legtöbb járattal ellentétben a Hadak útján súrolja a várost, melyet Bánréve irányába hagy el. Első település Sajóivánka, a domboldalban elhelyezkedő, belterületi részét indításainak fele érinti. Útja során minden megállóban megáll, a vonal 12. kilométerén Vadnára érkezik, utoljára itt van közös megállója a Bánhorváti felé tartó vonalakkal. 3 perc múlva ismét kitérést tesz Sajógalgócra legtöbbször, ekkor is keresztezi a Miskolc–Bánréve–Ózd-vasútvonalat és a Sajó folyó árterének közelében tartózkodik. Miután kiszolgálta a községet, Dubicsány következik, és a szomszédos településre, Putnokra ér. Belvárosában a vasútállomás felé veszi irányát, majd a tömegközlekedésileg zsákfaluban, Sajóvelezden végállomásozik.
Ellentétes irányban útvonala változatlan.

## Közlekedése
Indításszáma alacsony, munkaszüneti napokon nem közlekedik. Sajóvelezd inkább Putnokkal van összeköttetésben, és átszállással lehetséges az eljutás Kazincbarcikára, illetve ellentétes irányban is. Kazincbarcika Szent Flórián téren autóbuszos kapcsolat biztosított Miskolc felé/felől (3765-ös busz).
Azonos útvonalon közlekedő vonalak: 4063, 4194
| Viszonylat                                            | Indításszám | Közlekedési rend          |
| ----------------------------------------------------- | ----------- | ------------------------- |
| Berente, Bányagépjavító üzem – Sajóvelezd, v.bolt     | 1 vissza    | tanítási napokon          |
| Berente, Bányagépjavító üzem – Sajóvelezd, v.bolt     | 1 pár       | tanszünetben munkanapokon |
| Kazincbarcika, Szent Flórián tér – Sajóvelezd, v.bolt | 1 pár       | tanítási napokon          |
| Kazincbarcika, Szent Flórián tér – Sajóvelezd, v.bolt | 1 vissza    | tanszünetben munkanapokon |
| Kazincbarcika, Szent Flórián tér – Sajóvelezd, v.bolt | 1 pár       | szabadnapokon             |
| Sajógalgóc, temető ➝ Kazincbarcika, Szent Flórián tér | 2 oda       | munkanapokon              |

## Megállóhelyei
| 0                                                    | Berente, Bányagépjavító üzem végállomás                                  | 0.0 km  | 3756, 3763, 3764, 3765, 3770, 3773, 4045, 4046, 4048, 4049, 4050, 4052, 4061, 4063, 4067, 4070, 4075, 4082 |
| 1                                                    | Berente, PVC gyár bejárati út                                            | 1.2 km  | 1369, 1384, 1410, 1411 3756, 3763, 3764, 3765, 3766, 3767, 3769, 3770, 3773, 4045, 4046, 4047, 4048, 4050, 4052, 4058, 4061, 4063, 4067, 4070, 4075, 4081, 4082                                                                                           |
| 2                                                    | Kazincbarcika, BorsodChem IV. kapu                                       | 2.7 km  | 1369, 1384 3756, 3763, 3764, 3765, 3770, 3773, 4045, 4046, 4047, 4048, 4050, 4052, 4058, 4061, 4063, 4067, 4070, 4075, 4081, 4082 |
| 3                                                    | Kazincbarcika, Volán-telep                                               | 3.7 km  | 3756, 3763, 3764, 3765, 3770, 3773, 4045, 4046, 4047, 4048, 4050, 4052, 4058, 4061, 4063, 4067, 4070, 4075, 4081, 4082 |
| 4                                                    | Kazincbarcika, Szent Flórián tér autóbusz-váróterem vonalközi végállomás | 4.1 km  | 1054, 1369, 1384, 1410, 1411 3756, 3763, 3764, 3765, 3766, 3767, 3769, 3770, 3772, 3773, 4040, 4041, 4043, 4044, 4045, 4046, 4047, 4048, 4050, 4052, 4058, 4059, 4061, 4063, 4065, 4066, 4067, 4069, 4070, 4075, 4079, 4080, 4081, 4082, 4083, 4084, 4194 |
| 5                                                    | Kazincbarcika, Kossuth utca 1.                                           | 5.2 km  | 4058, 4061, 4063, 4194 |
| 6                                                    | Kazincbarcika, Alkotmány utca                                            | 5.8 km  | 4058, 4061, 4063, 4194 |
| 7                                                    | Kazincbarcika, Attila utca                                               | 6.9 km  | 4058, 4061, 4063, 4194 |
| 8                                                    | Kazincbarcika, ÉRV II. telep                                             | 7.6 km  | 1384 3770, 3773, 4057, 4058, 4059, 4060, 4061, 4063, 4065, 4066, 4067, 4069, 4153, 4194 |
| 9                                                    | Csukástói tanya                                                          | 8.5 km  | 3773, 4057, 4058, 4059, 4060, 4061, 4063, 4065, 4066, 4067, 4069, 4153, 4194 |
| Munkanapokon 2; szabadnapokon 2 alkalommal érintett. |                                                                          |         | |
| ∫                                                    | Sajóivánka, autóbusz-forduló                                             | ∫       | 4061, 4065, 4066 |
| 10                                                   | Sajókaza vasútállomás bejárati út                                        | 9.9 km  | 1054, 1369, 1384, 1410, 1411 3408, 3770, 3773, 4057, 4058, 4059, 4060, 4061, 4063, 4065, 4066, 4067, 4069, 4153, 4194 személyvonat – Sajókaza [92.] |
| 11                                                   | Vadna, községháza                                                        | 11.8 km | 1054, 1369, 1384, 1410, 1411 3408, 3770, 3773, 4057, 4058, 4059, 4060, 4061, 4063, 4065, 4066, 4067, 4153, 4194 személyvonat – Vadna [92.] |
| 12                                                   | Sajógalgóci elágazás                                                     | 14.5 km | 1369, 1384, 1410, 1411 3770, 3773, 4057, 4063, 4065, 4066, 4067, 4194 |
| Munkanapokon 2; szabadnapokon 2 alkalommal érintett. |                                                                          |         | |
| ∫                                                    | Sajógalgóc, Rákóczi utca 69.                                             | ∫       | 3773, 4057, 4063, 4065, 4066, 4067 |
| ∫                                                    | Sajógalgóc, temető vonalközi végállomás                                  | ∫       | 3773, 4057, 4063, 4065, 4066, 4067 |
| ∫                                                    | Sajógalgóc, Rákóczi utca 69.                                             | ∫       | 3773, 4057, 4063, 4065, 4066, 4067 |
| 12                                                   | Sajógalgóci elágazás                                                     | 14.5 km | 1369, 1384, 1410, 1411 3770, 3773, 4057, 4063, 4065, 4066, 4067, 4194 |
| 13                                                   | Dubicsány, panzió                                                        | 17.1 km | 1369, 1384, 1410, 1411 3770, 3773, 4057, 4063, 4065, 4194 |
| 14                                                   | Borzóczvölgy bejárati út                                                 | 18.5 km | 3773, 4057, 4063, 4065, 4194 |
| 15                                                   | Putnok, Kossuth utca 62.                                                 | 20.9 km | 1369, 1384, 1410, 1411 3770, 3773, 4057, 4063, 4065, 4147, 4188, 4193, 4194, 4195 |
| 16                                                   | Putnok, vasútállomás elágazás                                            | 21.6 km | 4063, 4104, 4140, 4147, 4148, 4151, 4193, 4194, 4195 |
| 17                                                   | Putnok, vasútállomás bejárati út                                         | 22.3 km | 4063, 4104, 4140, 4147, 4148, 4151, 4193, 4194, 4195 személyvonat – Putnok [92.] |
| 18                                                   | Sajóvelezdi elágazás                                                     | 24.6 km | 4063, 4147, 4148, 4151, 4193, 4194, 4195 |
| 19                                                   | Sajóvelezd, Szabadság utca                                               | 25.4 km | 4063, 4147, 4148, 4151, 4193, 4194, 4195 |
| 20                                                   | Sajóvelezd, Széchenyi utca 33.                                           | 25.9 km | 4063, 4147, 4148, 4151, 4193, 4194, 4195 |
| 21                                                   | Sajóvelezd, vegyesbolt végállomás                                        | 26.5 km | 4063, 4147, 4148, 4151, 4193, 4194, 4195 |